# UL娱乐
UL娱乐（英語：UL Entertainment）是一家韓國經紀公司，由Fantagio前经理梁贤胜创立于2015年12月。UL 是 Under Light 的缩写，意思是从下到上照射的光。2017年5月，乐珍漫画通过战略投资入股 UL Entertainment，成为其第一大股东。

## 旗下艺人

### 男演员
- 金荣在（2016年6月至今）[3]
- 金成均（2018年4月至今）[4]
- 金英成
- 郑在吾（2021年5月至今）[5]
- 柳世日（류세일）（2022年7月至今）[6]
- 池一株（2023年2月至今）[7]
- 赵显宰（2023年4月至今）[8]
- 林賢成（2024年5月至今）[9]

### 女演员
- 徐在熙（2022年6月至今）[10]
- 郑以珠（정이주）[11]
- 崔珉瑞（최민서）
- 李惠靜

## 过往艺人
- 琴世禄（2016年—2021年12月）
- 黄宝罗（2016年2月—2018年12月）
- 郑泰祐（2016年2月—2017年11月）
- 白承贤（2016年3月—未知）
- 徐恩秀（2016年4月—2021年）
- 崔里（2016年4月—2022年）
- 韩秀贤（2016年4月—未知）
- 闵武济
- 金圣洙（2016年5月—2018年）
- 李英珍（2016年9月—未知）
- 白秀章
- 罗喆（未知—2023年1月）[12][註 1]
- 姜太䝬（2019年11月-2025年）[13]
- 李奎贤（이규현）（2020年4月-）[14]